# Micratemnus ceylonicus
Micratemnus ceylonicus är en spindeldjursart som beskrevs av Beier 1973. Micratemnus ceylonicus ingår i släktet Micratemnus och familjen Atemnidae. Inga underarter finns listade i Catalogue of Life.